# Višnjan
Višnjan (italienisch Visignano) ist eine Stadt und ein Stadtbezirk in der Gespanschaft Istrien, Kroatien. Die Zahl der Einwohner des Stadtbezirkes lag 2021 bei 2096, wobei 664 in Višnjan selbst wohnten.
Nach der Volkszählung 2011 sind 70,01 % der Einwohner Kroaten, 6,82 % Italiener sowie 18,03 % Istrianer.

## Dörfer im Stadtbezirk
| - Anžići - Bačva - Barburdi - Barat | - Barići - Baškoti - Benčani - Bokići | - Broskvari - Bucalovići - Butori - Cerion | - Cvitani - Deklion - Diklići - Fabci | - Farini - Gambetići - Jugovci - Kočići | - Kolombera - Korlevići - Košutići - Kurjavići | - Legovići - Majkusi - Mališi - Markovac | - Milanezi - Prašćari - Prhati - Pršurići | - Radoši - Radovani - Rafael - Rapavel | - Sinožići - Starići - Strpačići - Štuti | - Tičan - Trpari - Vrhljani - Zoričići | - Ženodraga - Žikovići - Žužići |

## Geographie
Višnjan liegt 13 km östlich von Poreč nahe der Straße Pula–Koper.

## Geschichte

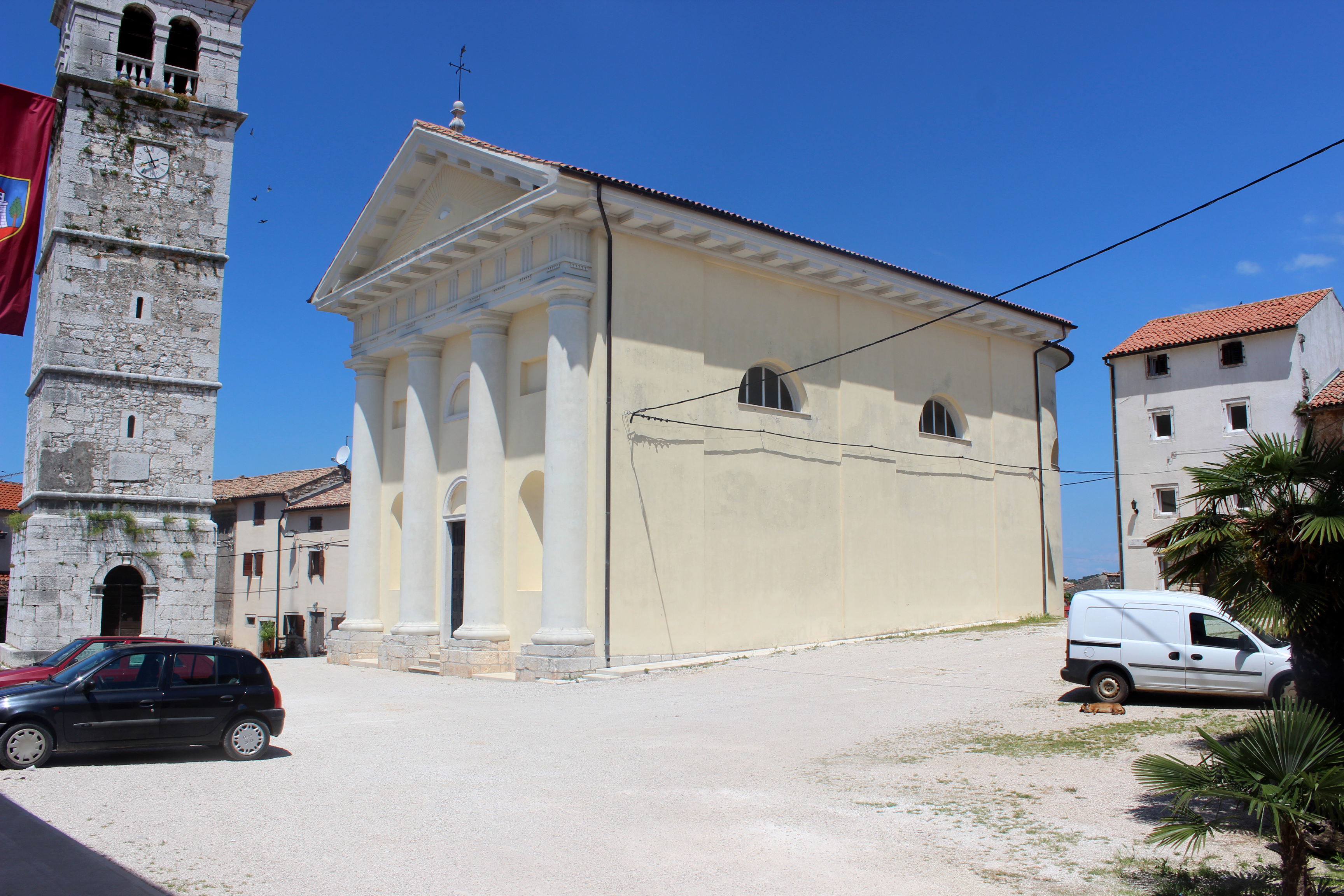
Kirche der Heiligen Quiricus und Julita mit Kirchturm

Višnjan wurde erstmals im Jahr 1203 urkundlich erwähnt. Besiedelt war der Ort jedoch bereits zur Zeit der Römer. Nach dem Zerfall des Römischen Reichs fiel das Gebiet an die Ostgoten, später an Byzanz und danach an die Langobarden. Von der Zeit der Römer bis zu jener der Byzantiner stand Višnjan unter der Verwaltung von Poreč, ab 1200 unter Motovun. Wie Motovun fiel Višnjan im Jahr 1278 an Venedig, dessen Einfluss bis zum Niedergang der Löwenrepublik 1779 andauerte. Regiert wurde Višnjan während dieser Zeit von Adelsfamilien aus Motovun.
Schon seit dem frühen Mittelalter war Višnjan durch eine Stadtmauer geschützt. Während des Uskokenkriegs wurden 1617 alle Gebäude außerhalb der Stadtmauer von den Uskoken geschleift.
Mit dem Fall von Venedig stand die Stadt gegen Ende des 18. Jahrhunderts für eine kurze Zeit unter Napoleons Herrschaft. Von 1815 kam sie zum Kaisertum Österreich, das sich 1867 zu Österreich-Ungarn wandelte und die Stadt in dessen Teilgebiet Cisleithanien lag.
Nach dem Ersten Weltkrieg und dem Ende der Donaumonarchie war Višnjan bis zum Ende des Zweiten Weltkriegs ein Ort in Italien. Nach dem Zweiten Weltkrieg wurde Višnjan 1945 Teil der Republik Jugoslawien, und zwar der Teilrepublik Kroatien.
Nach seiner Entdeckung durch den Amateur Sárneczky in Polen wurde der Erdnahe Asteroid 2023 CX1 (Sar2667) vom Observatorium 
in Tičan am 12. Februar 2023, ab 21.03 UTC beobachtet und sein Kollisionskurs mit der Erde bestätigt. Knapp 6 Stunden später verglühte der Himmelskörper über dem Strand der Normandie, Frankreich.

## Sehenswürdigkeiten

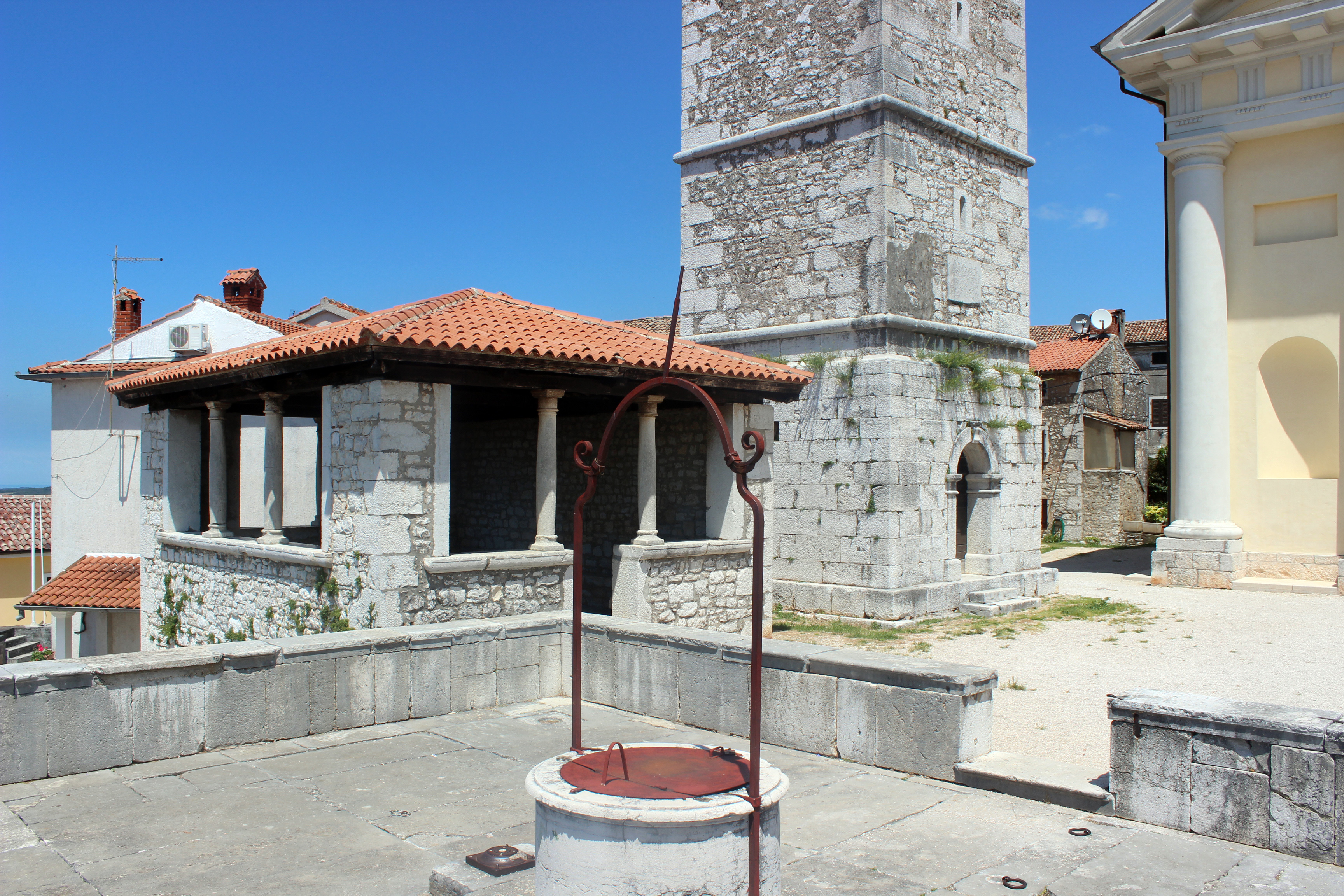
Loggia mit Brunnen, beim Stadtplatz

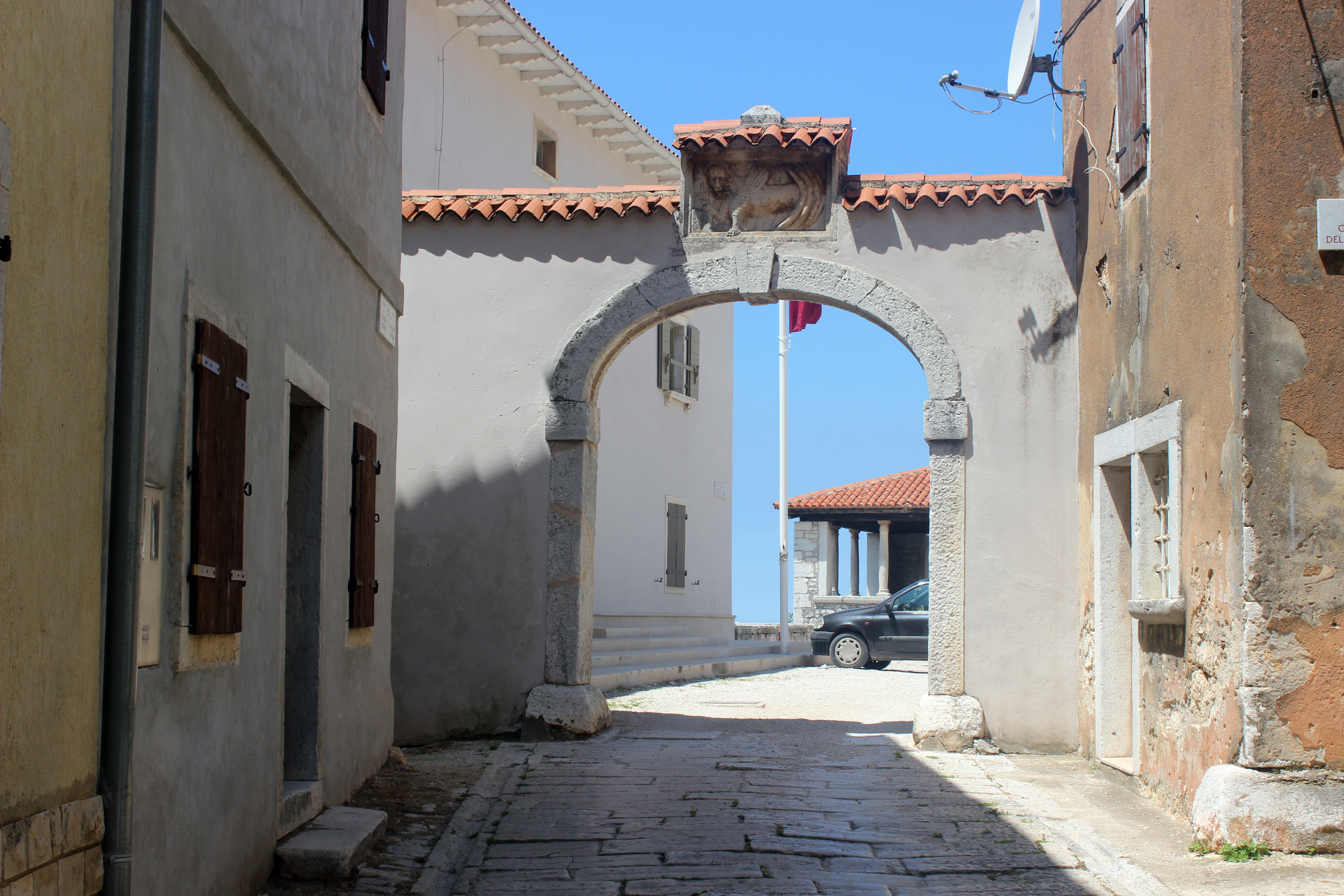
Stadttor mit Löwe über dem Bogen

Die an einer Straßenkreuzung gelegene Kapelle des Hl. Anton des Abtes (kroatisch Crkva Sv. Antuna Opata) wurde um das Jahr 1500 erbaut. Ihr Innenraum ist mit Fresken und glagolitischen Inschriften ausgeschmückt. Über dem Altar befindet sich ein Gemälde des Meisters Dominik aus Udine.
Zum Hauptplatz führt eine Straße, die das im 17. und 18. Jahrhundert umgebaute Stadttor Vrata Serenissima passiert. Das über dem Torbogen liegende Flachrelief des Markuslöwes stammt jedoch aus dem Jahr 1517. Auf dem Stadtplatz, nur wenig Meter oberhalb des Stadttors, befindet sich die Stadtloggia (aus dem 17./18. Jahrhundert) und ein Brunnen aus dem Jahr 1842. Zu den Sehenswürdigkeiten gehört die 1833 erbaute Pfarrkirche der Heiligen Quiricus und Julitta (kroatisch Župna crkva Sv. Kvirika i Julite) mit dem 27 Meter hohen Glockenturm von 1753.
Bekannt ist Višnjan auch durch die westlich der historischen Altstadt gelegene Sternwarte.

## Söhne und Töchter der Stadt
- Antun Korlević (1851–1915), kroatischer Insektenkundler
- Korado Korlević (* 1958), kroatischer Astronom